# 埃根堡
埃根堡是奥地利下奥地利州霍恩县的一个市镇。总面积23.52平方公里，总人口3545人，人口密度150.7人/平方公里（2005年）。